# Луна черепов
«Луна черепов» — рассказ Роберта Ирвина Говарда из цикла про странствующего пуританина Соломона Кейна.

## Сюжет
Кейн отправляется в Африку по следам английской девушки по имени Мэрилин Таферал. Её похитил двоюродный брат, дабы не делить с ней наследство его отца, который очень любил свою племянницу. Он отдал её пиратам и пустил слух, что она утонула. Позже Соломон Кейн убил его на дуэли и перед смертью он признался ему в своём преступлении. Во время путешествия по Африке он сталкивается с вооружёнными туземцами и вступает в бой с ними. Но несмотря на то, что Кейн прирождённый воин, его давят числом и он падает в пропасть вместе с одним из воинов. Он выживает благодаря тому, что приземлился на своего противника. Из этой пропасти он находит вход в скрытый город. Им оказывается город Негари, под властью королевы вампиров Накари. Исследуя этот город он замечает, что большинство ходов давно заброшены и имеют глубокий слой пыли. Путешествуя по этим ходам, он слышит разговор Накари и воина. Он говорит о стычке с Соломоном и его убийстве. Но выясняется, что ей нужен был живой белый человек для жертвоприношения и убивает воина. Затем Кейн находит Мэри. Поговорив с ней, он слышит шаги и прячется. В комнату заходит сама Накари. Она почувствовала незнакомца и, не оставив Соломону выбора, заставила его выйти угрожая девушке. Он напал на неё, но она оказалась хитрее и со спины на Кейна напал другой воин личной гвардии Накари. Соломона взяли в плен. Но когда он пришёл в себя и его повели к королеве, то он смог сбежать, спрятавшись за входом в другой ход. Но стража не стала его преследовать, так как они не знали, что есть ещё ходы и им показалось, что он растворился в воздухе (они считали его колдуном, после того как он выжил после падения в пропасть). Исследуя этот ход, он встречает последнего атланта, который рассказывает историю Атлантиды Соломону и умирает. Выясняется, что всеми дикарями некогда правили атланты и из-за влияния атлантов они приносят жертвоприношения девственниц. Но Накари смогла сместить их с трона и заняла их место. Впоследствии он находит выход и попадает прямиком на жертвоприношение Мэрилин. Он пробирается в гигантский каменный череп, которому поклонялось местное население и которому делали жертвоприношение. Соломон Кейн пробирается туда и убивает жреца, который издавал низкие звуки с помощью горна. После этого начинается паника местного населения и завязывается кровавый бой. Накари случайно убили её же воины. Затем началось землетрясение и город Негари разрушается и вместе с ним погибает всё его население. Но Соломон и Мэри успевают спастись.